# Pia Zacco
Pia Zacco nata Auteri (Termini Imerese, 9 febbraio 1931 – Enna, 26 febbraio 2016) è stata un'attivista italiana impegnata nella promozione dei servizi sociali per persone disabili.

## Biografia
Orfana dei genitori a seguito dei bombardamenti del 1943, vive con gli zii a Enna dove consegue la licenza media e frequenta due anni di ginnasio.  Conosce Antonio Zacco, impiegato magazziniere presso il locale Consorzio di Bonifica Agraria che sposa nel febbraio 1955. Dal matrimonio nascono 5 figli. L'ultima gravidanza si conclude con un parto gemellare: delle due gemelle, Tiziana è perfettamente sana mentre Alessandra è affetta da “Tetraparesi Spastica per Insufficienza Respiratoria Neonatale”. La malattia della figlia condizionerà Pia per tutta la sua vita.

## La Sezione AIAS di Enna
Con la nascita della figlia disabile, non esistendo negli anni '60 a Enna servizi di recupero dei disabili, inizia a percorre ogni giorno 200 Km per portarla nel centro di riabilitazione di Acireale. Ben presto decide di battersi, assieme al marito ed a pochi amici volenterosi, per crearne uno a Enna. Viene introdotta dal prof. Francesco Nicoletti, docente di Neurologia e Neuroriabilitazione all'Università di Catania, nel mondo dell’Associazione Italiana Assistenza Spastici (AIAS). Con grande determinazione riesce il 20 gennaio 1973 ad aprire una Sezione AIAS ad Enna, quando in Italia esistevano solo 43 sezioni di questa associazione.
Come rappresentante dell’AIAS di Enna, Pia fa parte per molti anni del Comitato Regionale dell’AIAS.
Sotto la sua guida, dal 1995 l’AIAS di Enna diviene un'organizzazione non lucrativa di Utilità Sociale (Onlus).

## Scuola di formazione
Il passo successivo di Pia, grazie al coinvolgimento dello stesso professore Francesco Nicoletti e del professor Ciro Di Gennaro dell'Università di Bari, è l'apertura a Catania della prima scuola di formazione specifica per fisioterapisti per la riabilitazione neuromotoria. Inizialmente Pia promuove la formazione di 6 giovani della provincia di Enna consentendo loro di seguire e quindi entrare nel primo corso appena inaugurato.

## Centro di riabilitazione
A proprie spese, e con la collaborazione di altre Sezioni AIAS siciliane, avvia il primo ambulatorio di riabilitazione della Provincia di Enna e il 4 dicembre 1982 giunge da parte del medico provinciale l’approvazione della convenzione tra Ministero della Sanità,  Assessorato Regionale per la Sanità e la Sezione AIAS di Enna che autorizzava l'erogazione per 36 soggetti di trattamenti ambulatoriali giornalieri di assistenza sanitaria specifica riabilitativa.
Così il 17 gennaio 1983 l’AIAS di Enna ottiene un proprio centro riabilitativo, situato per molti anni nella sede di Via Sacramento, e in seguito in Via Messina.
I dipendenti al 2023 sono 19 tra fisioterapisti, logopedisti, psicomotricisti, assistenti ai disabili, assistenti sociali e impiegati amministrativi; l'equipe medica, inizialmente costituita da un neurologo e da un ortopedico, si è ampliata nel tempo con la figura del fisiatra, del foniatra e del neuropsichiatra infantile.  Gli assistiti dal 1983 al 2023 sono stati circa 7000 con varie patologie; a loro sono stati erogati circa 500.000 trattamenti riabilitativi ambulatoriali e domiciliari. 
Sull'esempio dell'AIAS di Enna, nella provincia sono state poi costituite altre cinque sezioni AIAS e si sono moltiplicati i centri di riabilitazione presenti anche a Barrafranca, Piazza Armerina e Nicosia.

## Altre attività
Oltre all'attività riabilitativa l’AIAS di Enna organizza e gestisce corsi di formazione professionale per disabili, ed è diventata punto di riferimento per l’effettuazione di stage e tirocini, grazie anche al personale specializzato e all’equipe medica che collabora con la struttura, costituendo un punto di riferimento affidabile per quanti vivono il problema della disabilità in famiglia.
Questa attività formativa porterà alla laurea in Scienze Politiche all'Università di Palermo di uno dei suoi primi assistiti che successivamente è stato assunto presso gli uffici amministrativi dell’AIAS.

## Collaborazioni
L’AIAS di Enna sotto la guida di Pia ha stipulato convenzioni per tirocini e stage di formazione e orientamento per le qualifiche di operatore per la disabilità con importanti università italiane ed europee: 
- Cà Foscari di Venezia,  stage di tirocinio, formazione e orientamento, 4 maggio 2005
- Università di Catania, tirocinio e formazione, laurea in logopedia, 20 luglio 2010
- Università degli studi di Enna Kore, tirocinio formazione e orientamento, 26 ottobre 2015

Ha collaborato inoltre con l’Università di Messina, l'Università degli studi Magna Grecia di Catanzaro, l’Humanitas di Roma, la Alma Mater della Slovenia.
Ha inoltre preso parte al progetto nazionale Giovani laureati Neet e ha collaborato con l'ENFAP- comitato regionale Sicilia - sede di Enna nella gestione di corsi di formazione per "operatori addetti alle persone diversamente abili".